# Esterházy János (politikus)
Gróf galántai Esterházy János (Nyitraújlak, 1901. március 14. – Mírov, Csehszlovákia, 1957. március 8.) Csehszlovákia legjelentősebb magyar mártír politikusa. Élete és állásfoglalásai a szlovák–magyar viszonyban máig viták tárgya, mivel szimbólummá vált.

## Származása
Gróf Esterházy János előkelő főnemesi családból származott. Anyja, Elżbieta Tarnowska (1875–1955), lengyel grófnő volt, apja, Esterházy János Mihály (1864-1905) az Esterházy család galántai ágához tartozott, dédapja az 1849-ben kivégzett báró Jeszenák János nyitrai kormánybiztos volt. Az apja négyéves korában meghalt, anyja két testvérével együtt özvegyen nevelte. A család 5000 holdnyi birtokának kilenctizedét veszítette el a trianoni diktátummal Csehszlovákiához csatolt országrészben a földreform miatt, ám az adót az egész birtok után hajtották be tőlük. Budapesten járt gimnáziumba és a kereskedelmi akadémiára, később a saját birtokán gazdálkodott. 1924. október 15-én elvette Serényi Lívia grófnőt, a házasságból két gyermek született, János és Alice. Nővére Esterházy Lujza (1899), húga Esterházy Mária (1904).

## Politikai pályafutásának kezdete
Az 1920-as évek közepén kezdte közéleti pályafutását, a magyarok visszaszorítását is magában foglaló „csehszlovákizmus” ellenzőjeként lépve fel.
1931-ben Esterházy a Csehszlovák Köztársasági Magyar Népszövetségi Liga vezetője lett, ez a Népszövetség (az Egyesült Nemzetek előde) keretében működött. Egy év múlva, 1932. december 11-én az Országos Keresztény Szocialista Párt elnöke lett. Az 1935-ös választásokon Kassán bekerült a csehszlovák parlamentbe. Önrendelkezési jogot, nemzeti, vallási és kulturális téren a fejlődés biztosítását, Szlovákia és Kárpátalja (akkor még Csehszlovákia része) számára autonómiát követelt. Az első parlamenti beszédében hangzott el ez a mondat: „Akaratunk ellenére odacsatoltak Csehszlovákiához, követeljük, hogy a csehszlovák kormány teljes körben tisztelje a mi kisebbségi, nyelvi, kulturális és gazdasági jogainkat“. A HSĽS szlovákiai autonómiakövetelését is támogatta. Masaryk visszalépése után a magyar képviselők Edvard Beneš oldalán voltak, ami lehetővé tette, hogy ő legyen az ország elnöke. Beneš miniszterséget ajánlott neki, de ő csak úgy vállalta volna el, ha orvosolják a magyarság sérelmeit.

## Az Egyesült Magyar Párt ügyeleti elnöke

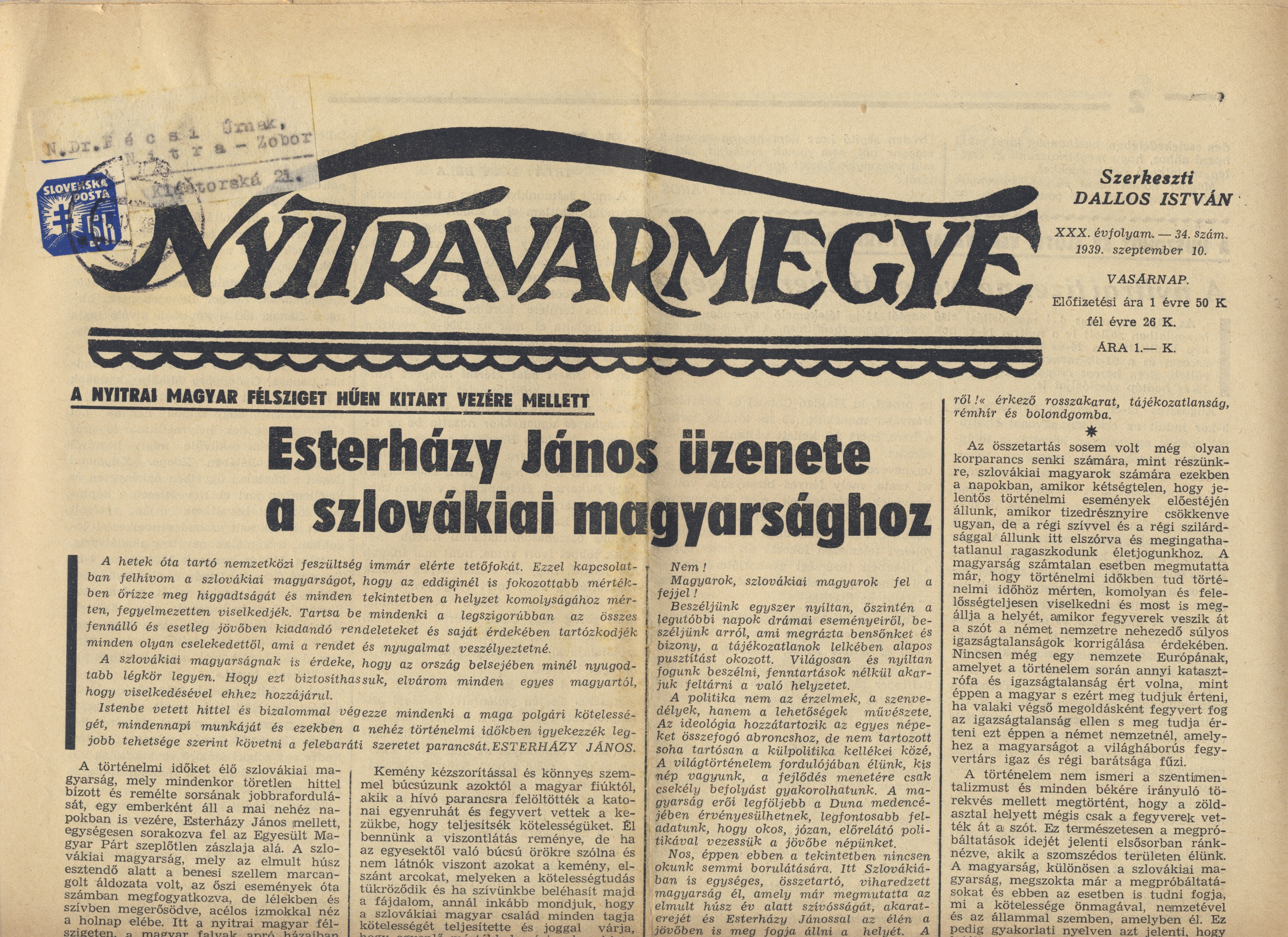
Nyitravármegye hetilap a második világháború kitörésének másnapján

Az érsekújvári magyar pártok kongresszusán, 1936. június 21-én megalakult az Egyesült Magyar Párt, ennek ügyeleti elnöke lett. Ebben az időben visszautasította Beneš ajánlatát, hogy miniszter legyen a csehszlovák kormányban, mivel a magyarság jogfosztottságának megszüntetését kívánta annak feltételeként. Esterházy politikai célja Trianon revíziója volt. Ebben támogatást kapott a magyar kormánytól. 1938-ban többször találkozott a brit misszió vezetőjével, Lord Runcimannel. A magyar képviselők memorandumban követelték a wilsoni alapelvek betartását. Esterházy tárgyalásokat folytatott Magyarországon, Lengyelországban és Olaszországban. Az év március 17–18-án Lengyelországban azt a magyar kormány által kidolgozott programot támogatta, ami egész Szlovákia Magyarországhoz való visszacsatolását tartalmazta. Esterházy a komáromi tárgyalásokon is részt kívánt venni, ahol az új csehszlovák-magyar határokról tárgyaltak, de a csehszlovák delegáció vezetője, Jozef Tiso ezt elvetette.

## Politikai pályafutása a szlovák államban
Az első bécsi döntés után, Esterházy mint Kassa képviselője, 1938 novemberében üdvözölte Horthy Miklóst, de személyesen a szlovák területen maradt, és megalapította a Szlovenszkói Magyar Pártot. A hetvenezres magyarság érdekeit védelmezte, és egyben a magyar kormánytól a szlovák lakosság jogainak betartását követelte a visszacsatolt területeken. Pozsonyban az Új Hírek című napilapot adta ki, ezt betiltották, őt magát pedig rendőrségi felügyelet alá vonták. Később Magyar Hírlap néven új napilapot alapított. A magyarországi földreformot támogatta. Pártja nevében a nemzetiszocializmus eszméit és politikáját elvetette. Többször tárgyalt a szlovák állam elnökével, Tisóval a magyar kisebbség jogairól, ebben a kérdésben a szlovák parlamentben a magyarság jogaiért is föllépett, ahol ő volt az egyetlen magyar képviselő. Rádióbeszédben üdvözölte 1939. március 14-én a fasiszta szlovák állam kikiáltását. Pozsonyban létrehozta a Madách Könyvkiadót. 1942-ben újra megkezdte működését a Szemke, egy betiltott kulturális szövetség.

## Állásfoglalása a zsidókérdésben
Esterházy mint a szlovák parlament képviselője, 1942. május 15-én a 68/1942-es alkotmányi törvény szavazásakor egyedüliként tartózkodott, ami akkor nagyon bátor tett volt. A törvény a zsidóság kitelepítéséről szólt. A törvényt nem szavazta meg Martin Sokol[forrás?], a Parlament elnöke és Pavol Čarnogurský képviselő sem. Már a szavazást megelőző napon a nyitrai Hlinka-gárdisták fogadásokat kötöttek Esterházy János várható állásfoglalásáról az elkövetkező szavazás során. Tudatában voltak, hogy e szavazás politikai precedens értékű lehet: amennyiben gróf Esterházy János megszavazza egy kisebbség kitoloncolásának elvi lehetőségét, úgy lehetővé teszi, hogy akármikor egy hasonló törvény kerülhessen a parlamenti asztalára, amely esetleg a magyar kisebbséget érintené. Ez számára a politikai öngyilkossággal lett volna egyenlő. 
A szavazást megelőző napon felkereste Martin Sokol házelnököt, magyarázatot adva indokairól azt hangoztatta: antiszemita szellemben nevelkedtem, az vagyok és az is maradok. A szlovák sajtó kereszttüzébe került. A házelnöknek a továbbiakban így indokolta álláspontját: „Veszélyes útra tért a szlovák kormány akkor, amikor a zsidók kitelepítéséről szóló törvényjavaslatot benyújtotta, mert ezzel elismeri jogosságát annak, hogy a többség a kisebbséget egyszerűen kiebrudalhatja. … Én ellenben mint az itteni magyarság képviselője leszögezem ezt, és kérem tudomásul venni, hogy azért nem szavazok a javaslat mellett, hanem ellene, mert mint magyar és keresztény és mint katolikus a javaslatot istentelennek és embertelennek tartom.” A valóságban Eszterházy nem szavazott – egy képviselő sem szavazott – a kitoloncolási törvény ellen, de a szavazáskor tüntetőleg tartózkodott. A többi tartózkodó képviselő, Pavol Čarnogurskýval az élen a szavazás idejére elhagyta a termet. Esterházy János 1944-ben zsidóknak segített a szökésben, az életüket is megmentve. Egyes állítások szerint a megmentett zsidók, csehek, szlovákok, lengyelek száma több százra tehető, de ezekre vonatkozó bizonyítékok eddig nem kerültek elő. Magyarország 1944. októberi német megszállása ellen memorandumban tiltakozott. Rövid időre internálták, a Gestapo körözte.

## Bíróság előtt
Miután a szovjet csapatok kiszorították a németeket Pozsonyból, a szovjet hatóságok internálták, de 12 nap után szabadlábra helyezték. Utána a helyi ideiglenes szlovák kormány képviselőjével, Gustáv Husákkal tárgyalt, ahol szóvá tette a magyarok üldözését. Husák utasítására letartóztatták, és átadták a szovjet titkosszolgálatnak. Egy évig a moszkvai Lubjankában tartották fogva. Koholt vádak alapján tíz év kényszermunkára ítélték, és Gulag-táborba küldték, Szibériába. A Szlovák Nemzeti Bíróság 1947. szeptember 16-án egyetlen ülésen Pozsonyban halálra ítélte a fasizmussal való „együttműködése” miatt. A szovjet hatóságok 1949-ben kiadták a csehszlovák hatóságoknak. Elnöki kegyelemből életfogytiglani büntetést kapott. Külső segítséggel alkalma lett volna megszökni, de ezt elutasította, mondván hogy ő nem bűnös, tehát nincs miért szöknie. Az 1955-ös általános amnesztia során a büntetését 25 évre csökkentették, de ebbe nem számították be a szovjet fogságban eltöltött időt. Csehszlovákia majdnem minden börtönében raboskodott, míg 1957. március 8-án a morvaországi Mírov börtönben meg nem halt. A börtönparancsnok nem adta ki holttestét a családnak.

## Rehabilitációja

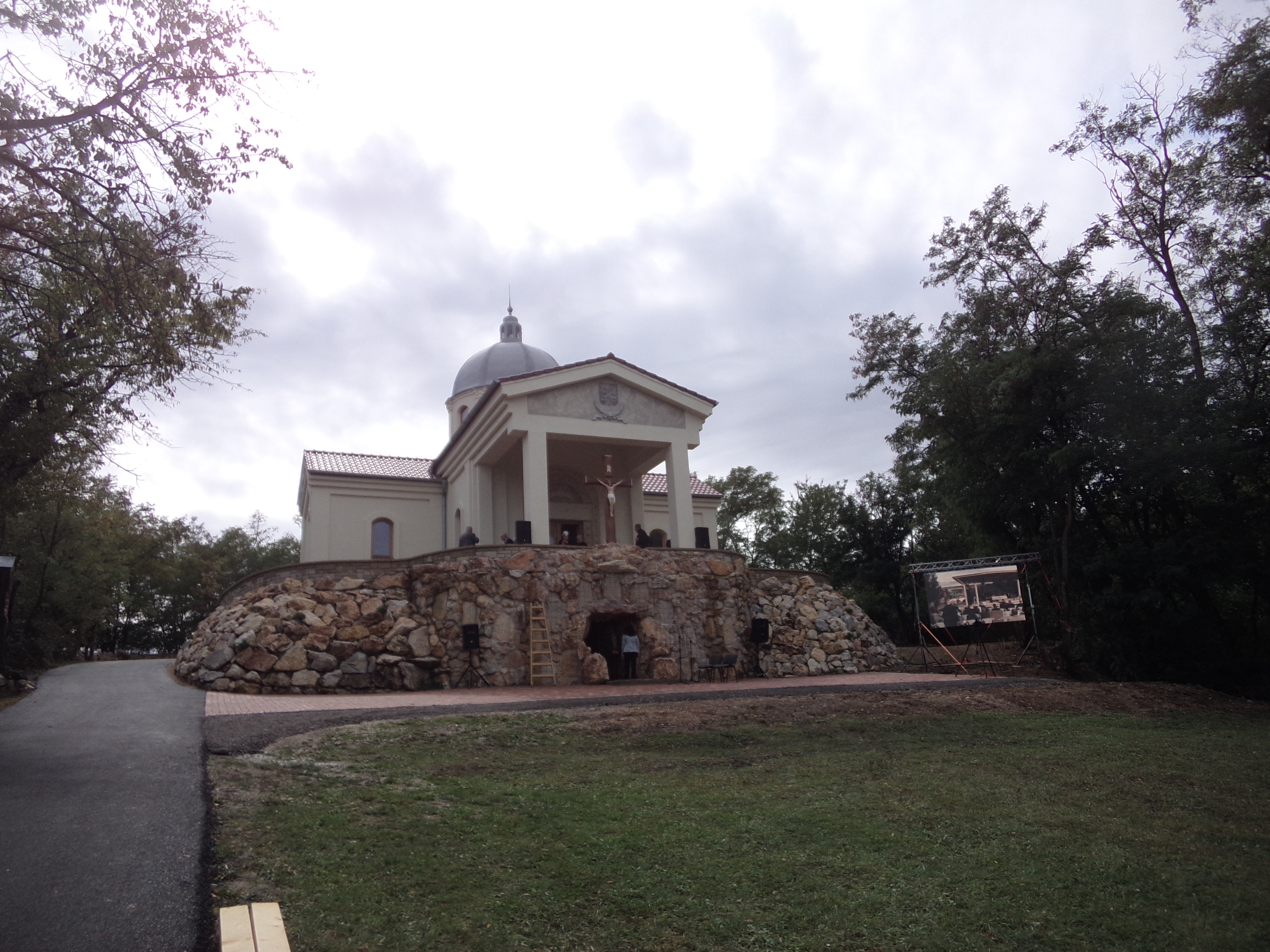
Az alsóbodoki Szent Kereszt Felmagasztalása kápolna
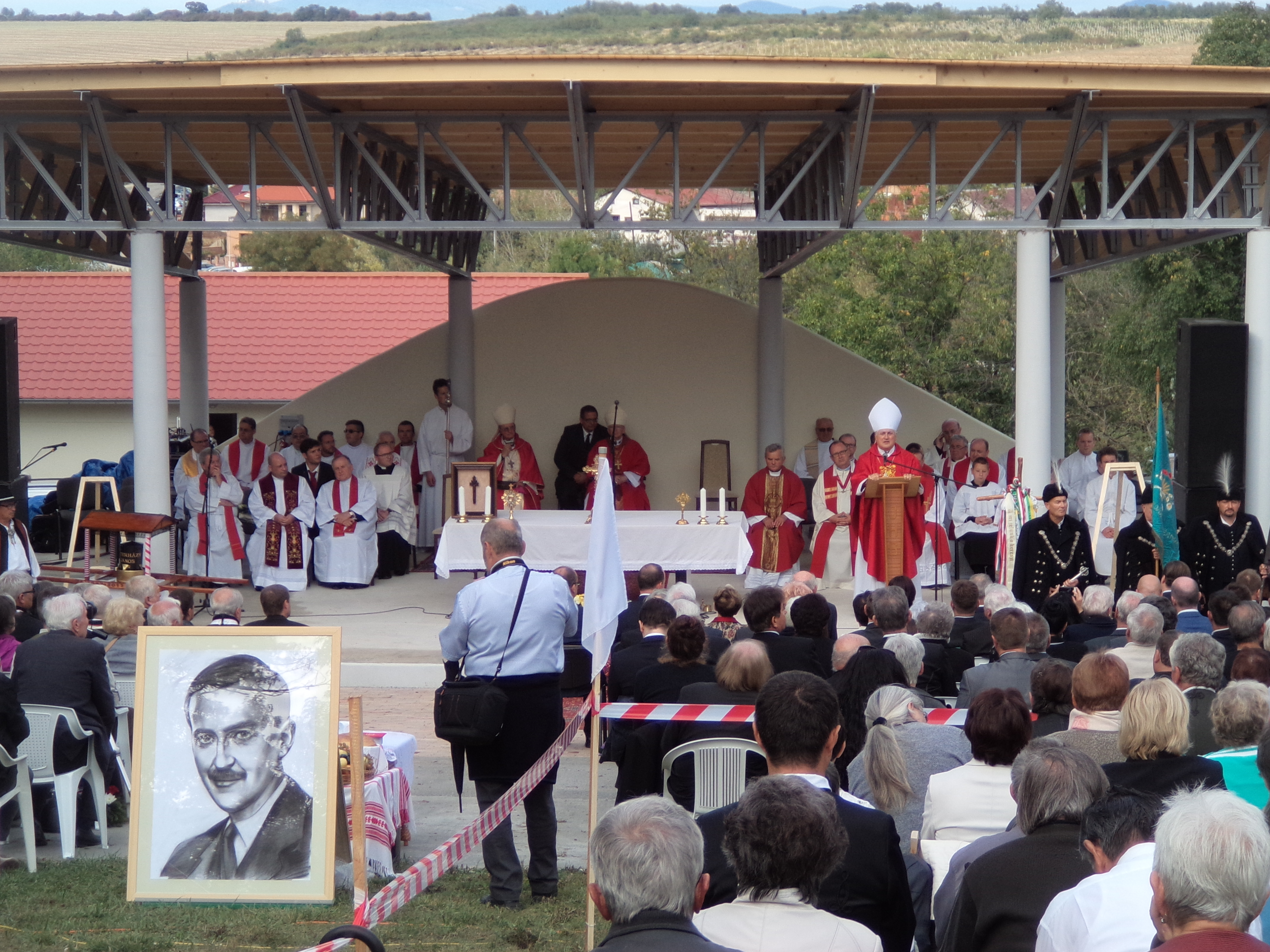
Bíró László tábori püspök az újratemetésen
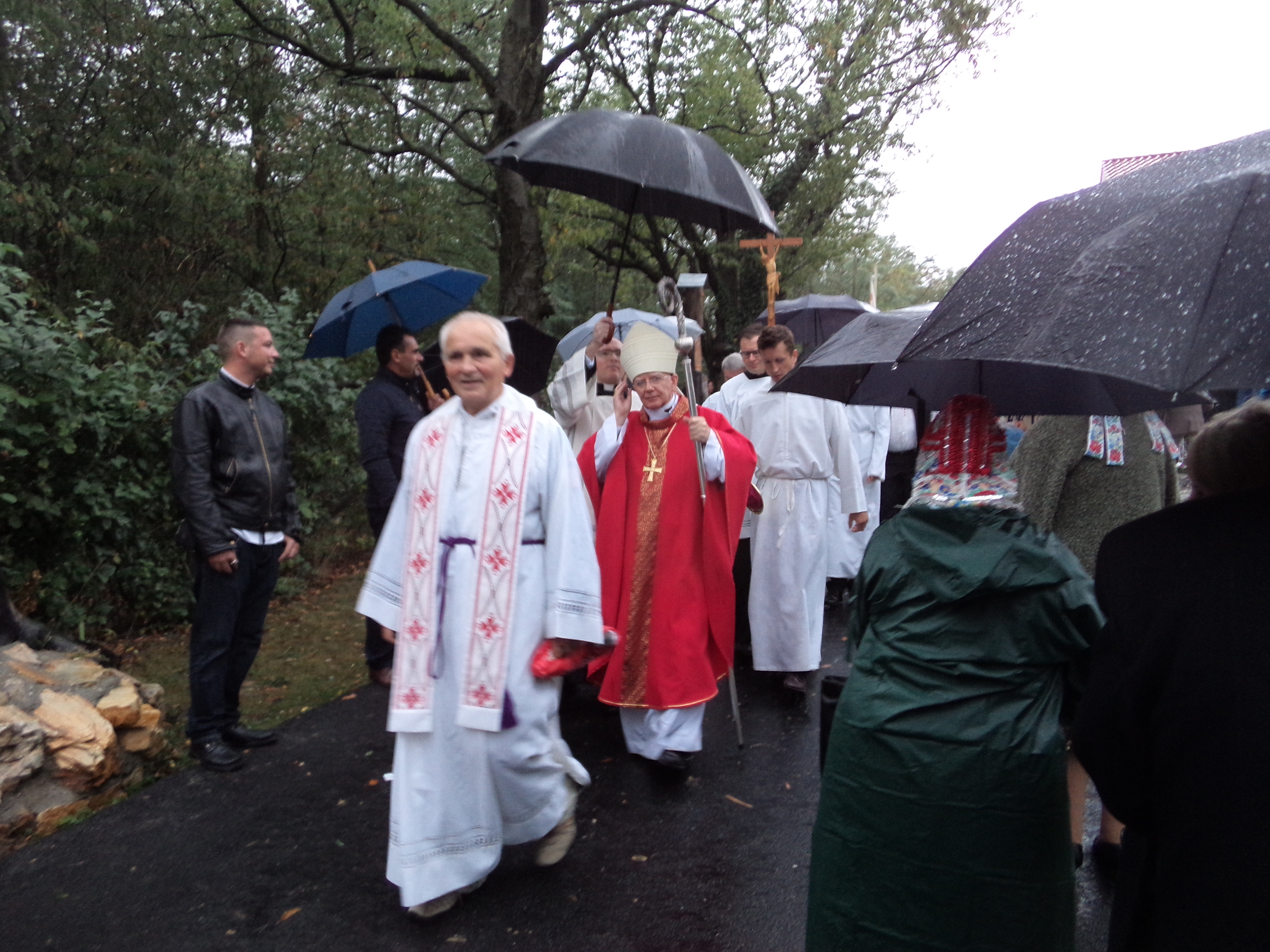
Marek Jędraszewski érsek az újratemetésen
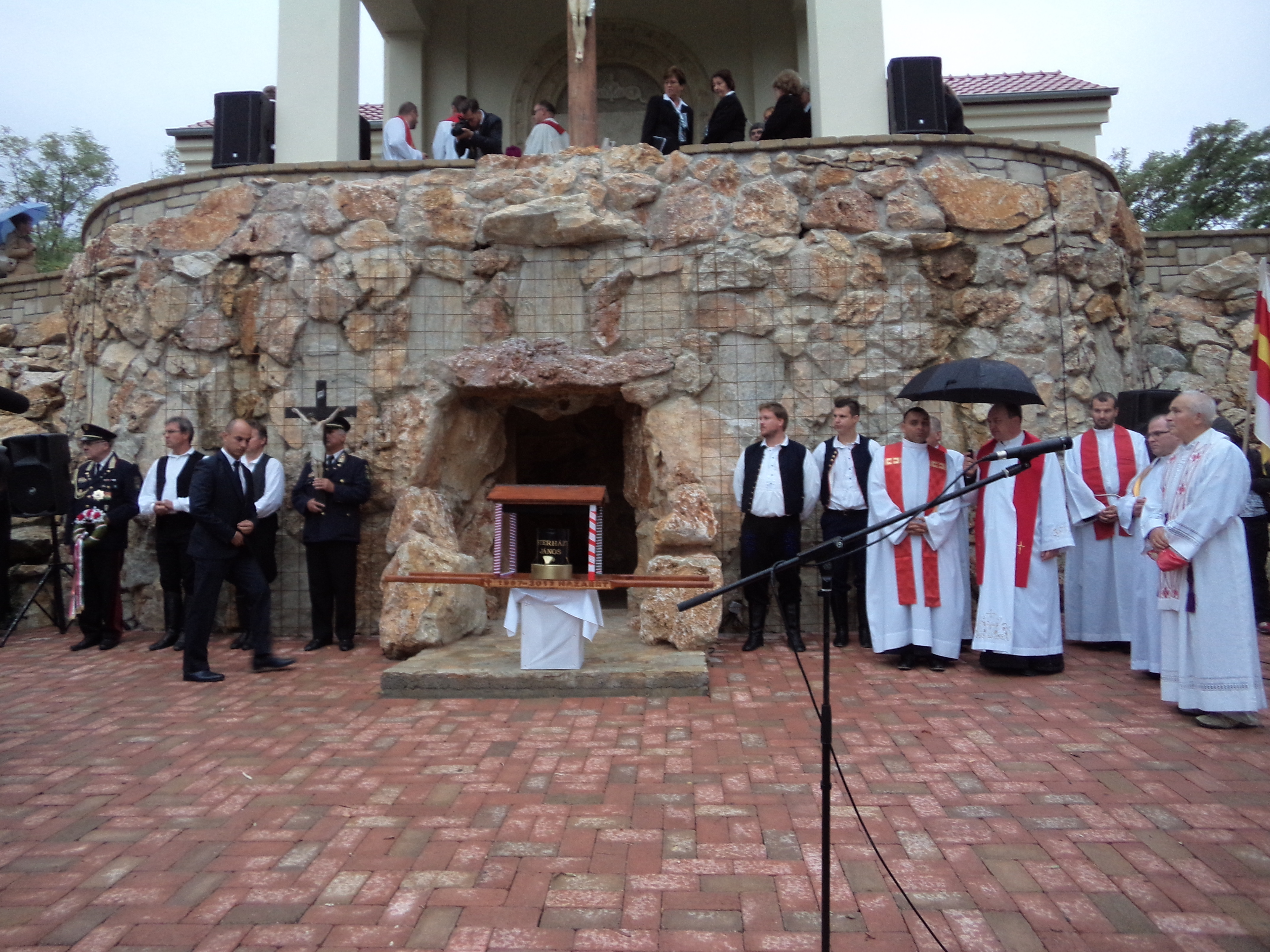
Esterházy hamvainak elhelyezése a kápolna kriptájában

Leánya, Esterházy-Malfatti Alice, a szlovákiai magyar kisebbség képviselői, a Magyarok Világszövetsége és a magyar kormány támogatásával 1989. november óta igyekszik elérni, hogy Esterházy Jánost Szlovákiában rehabilitálják. Ez máig nem sikerült. 1993-ban Göncz Árpád akkori köztársasági elnök kérésére az orosz legfelsőbb bíróság Esterházy ítéletét semmisnek mondta ki, s rehabilitálta őt. Ez azonban Csehországban és Szlovákiában mind a mai napig nem történt meg, hivatalosan továbbra is háborús bűnös. A lánya 1994-ben kérelmezte az eljárás megújítását, de a bíróság ezt szlovák és cseh történészek szakmai ítéletére hivatkozva elutasította. Esterházy János születésének századik évfordulója alkalmából, 2001. március 11-én ünnepi gyűlést tartott tiszteletére a magyar parlament az akkori államelnök, Mádl Ferenc részvétével. 2007. április 20-án Sólyom László köztársasági elnök újra rehabilitálását sürgette egy konferencián, amelyet a Magyar Tudományos Akadémia szervezett a gróf halálának évfordulója alkalmából. „Hogy néz az ki, hogy mindenki tisztel egy háborús bűnöst, hivatalosan politikusok kiállnak mellette, ugyanakkor ő jogilag és papíron még mindig a lehető legsúlyosabb elítélést hordozza magán?” – mondta az elnök.
Sírhelyét csak halála után ötven évvel sikerült felfedezni: Karel Schwarzenberg herceg kutatta fel. Esterházy János földi maradványai Prágában, egy tömegsírban nyugszanak, a kommunizmus több más áldozatával együtt.
Emlékét a Mírov melletti temetőben jelképes sír őrzi, a környéken élő és távolabbról idelátogató magyarok gyakran felkeresik.
2009. március 23-án Lech Kaczyński lengyel államfő a Polonia Restituta elnevezésű rangos posztumusz kitüntetést adományozta a felvidéki magyarság mártír politikusának, néhai Esterházy Jánosnak Varsóban a lengyel menekültek érdekében a második világháború idején kifejtett tevékenységéért, illetve a lengyel emigráns kormány hadügyminiszterének, Kazimierz Sosnkowski tábornoknak Magyarországon keresztüli nyugatra szöktetésében való közreműködéséért. Az átadáson jelen volt Sólyom László köztársasági elnök.
Esterházy János gróf mind a mai napig nem kapta meg a Jad Vasem Világ Igaza elismerését, pedig a tények egyértelműek és alátámasztottak.

## Boldoggá avatási folyamat
…Esterházy János nem a szenvedést vállalta, hanem a helytállást, és ezért szenvedett!
–a Hegyi Beszéd kimondja, „boldogok, akik szenvednek az igazságért”, s ennek alapján Esterházyt az élete és a szolgálata dicsőíti meg, nem a hivatalos ügymenet.
2011-ben a 110 éve született mártírpolitikus szlovákiai rehabilitációját és boldoggá avatását kezdeményezte a pozsonyi magyar nagykövetség, az Esterházy János Polgári Társulás és a Magyar Köztársaság Kulturális Intézete. A szlovák közvéleményre március folyamán rendezvénysorozattal kívánnak hatást gyakorolni.
Földi maradványait 2017. szeptember 16-án az alsóbodoki Szent Kereszt Felmagasztalása kápolnában helyezték örök nyugalomra.
A Vatikán 2018 novemberében engedélyezte boldoggá avatási eljárásának megindítását, amelyet a Krakkói főegyházmegye folytat le. 2019. március 25-én megkezdődött boldoggá avatási pere.

## Emlékezete

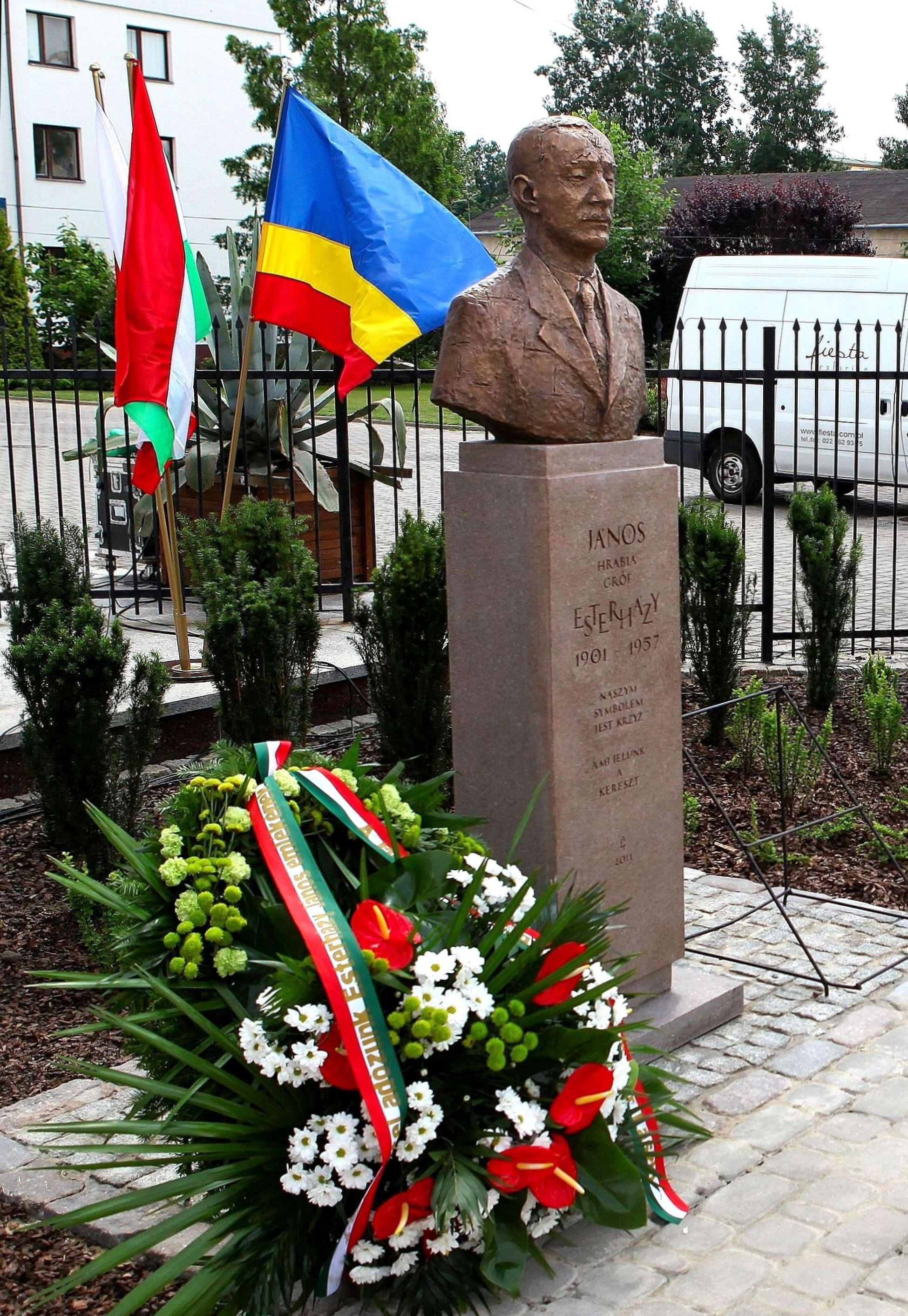
Varsó
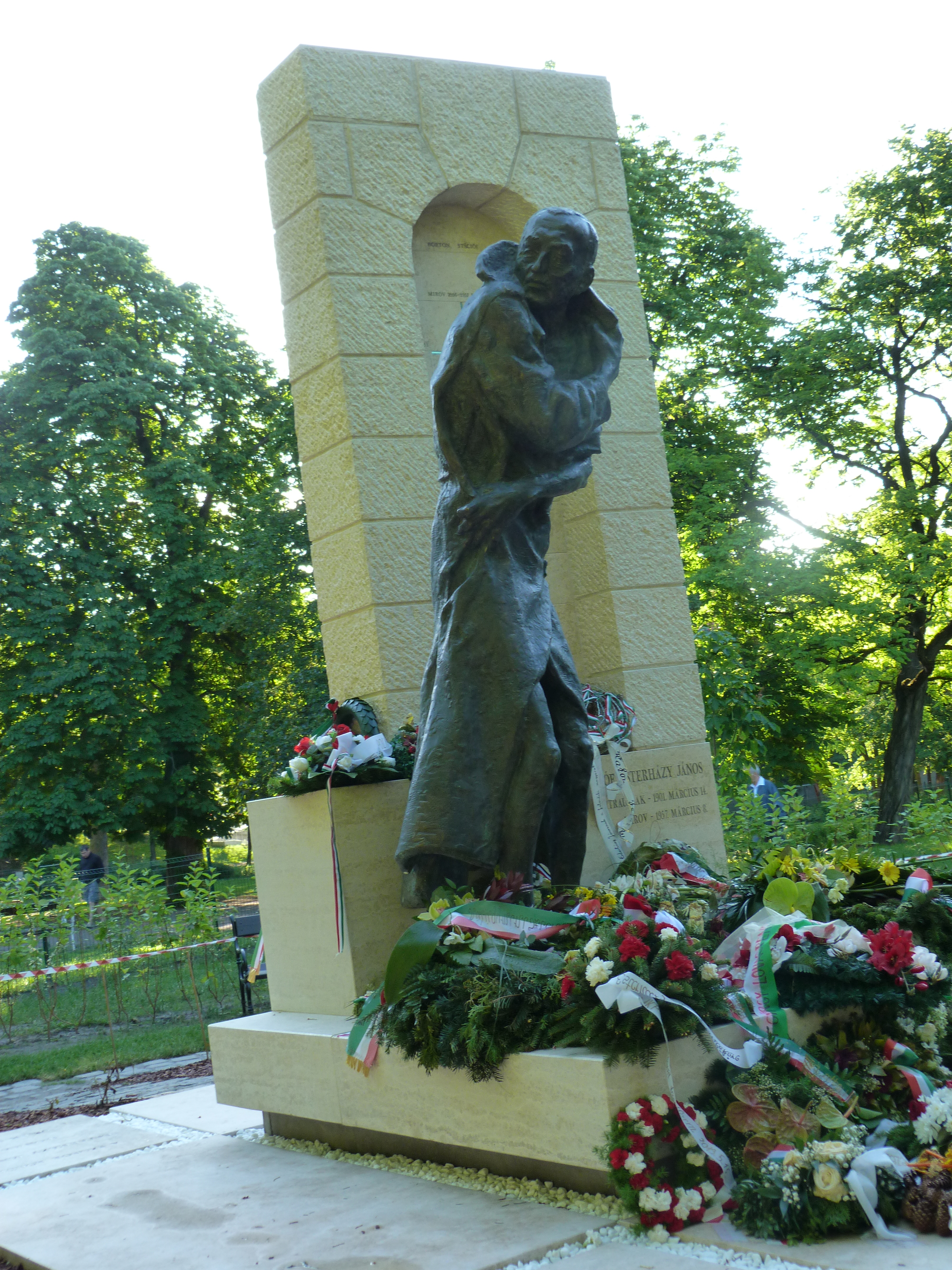
Gróf Esterházy János szobra a Gesztenyés-kertben (2013, Nagy János)
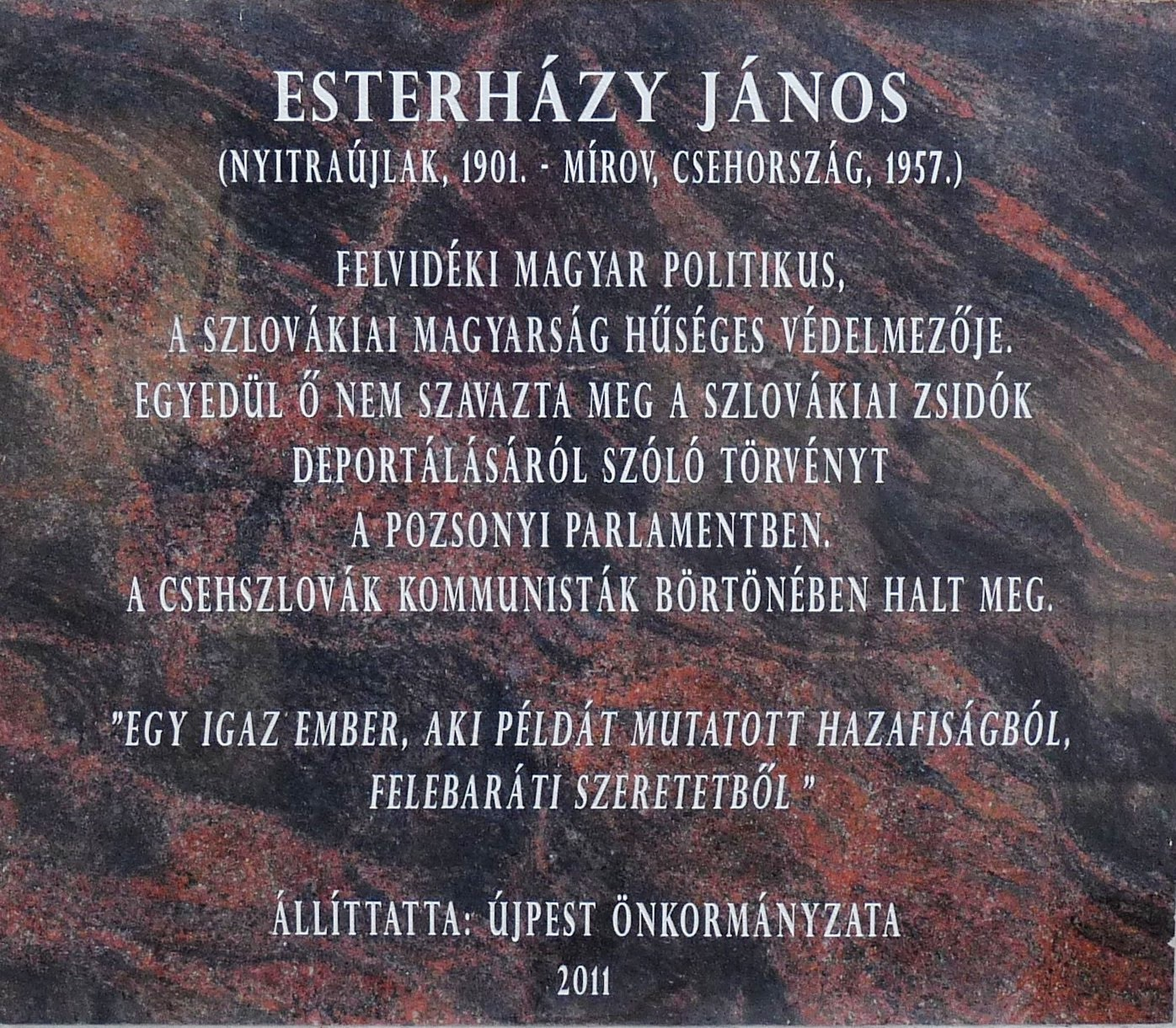
Esterházy János emléktáblája Újpesten, a róla elnevezett parkban
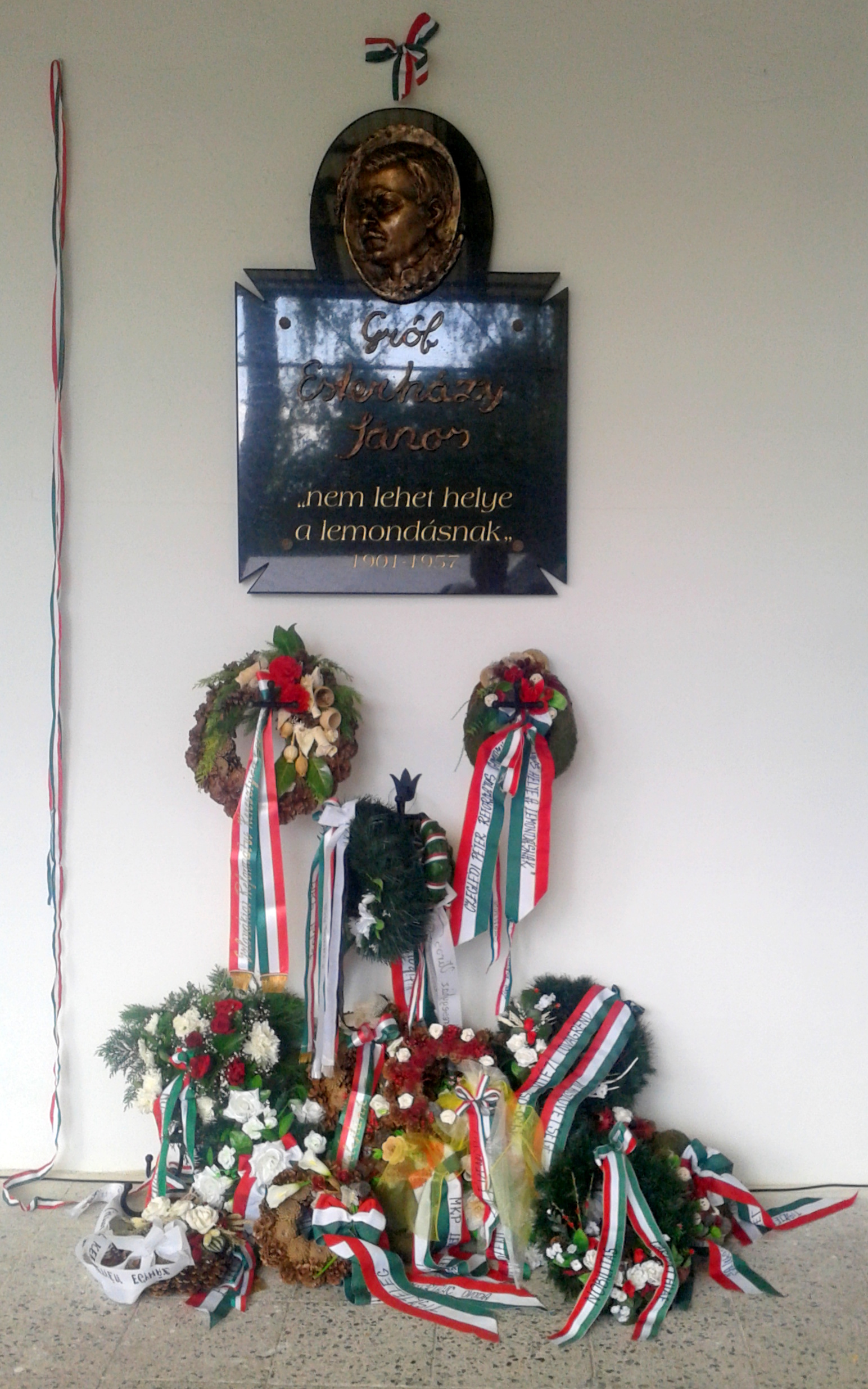
Léva
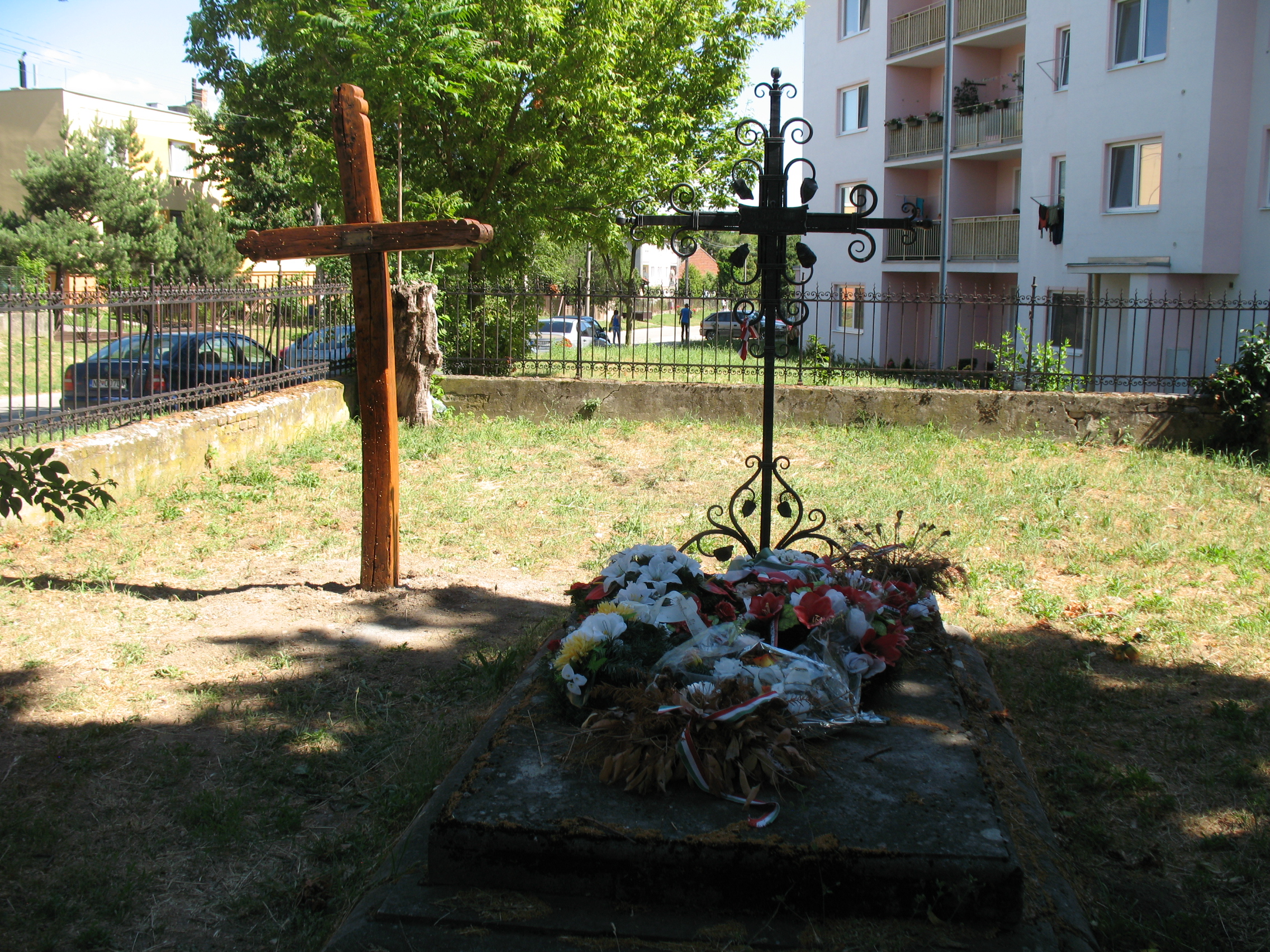
Nyitraújlak
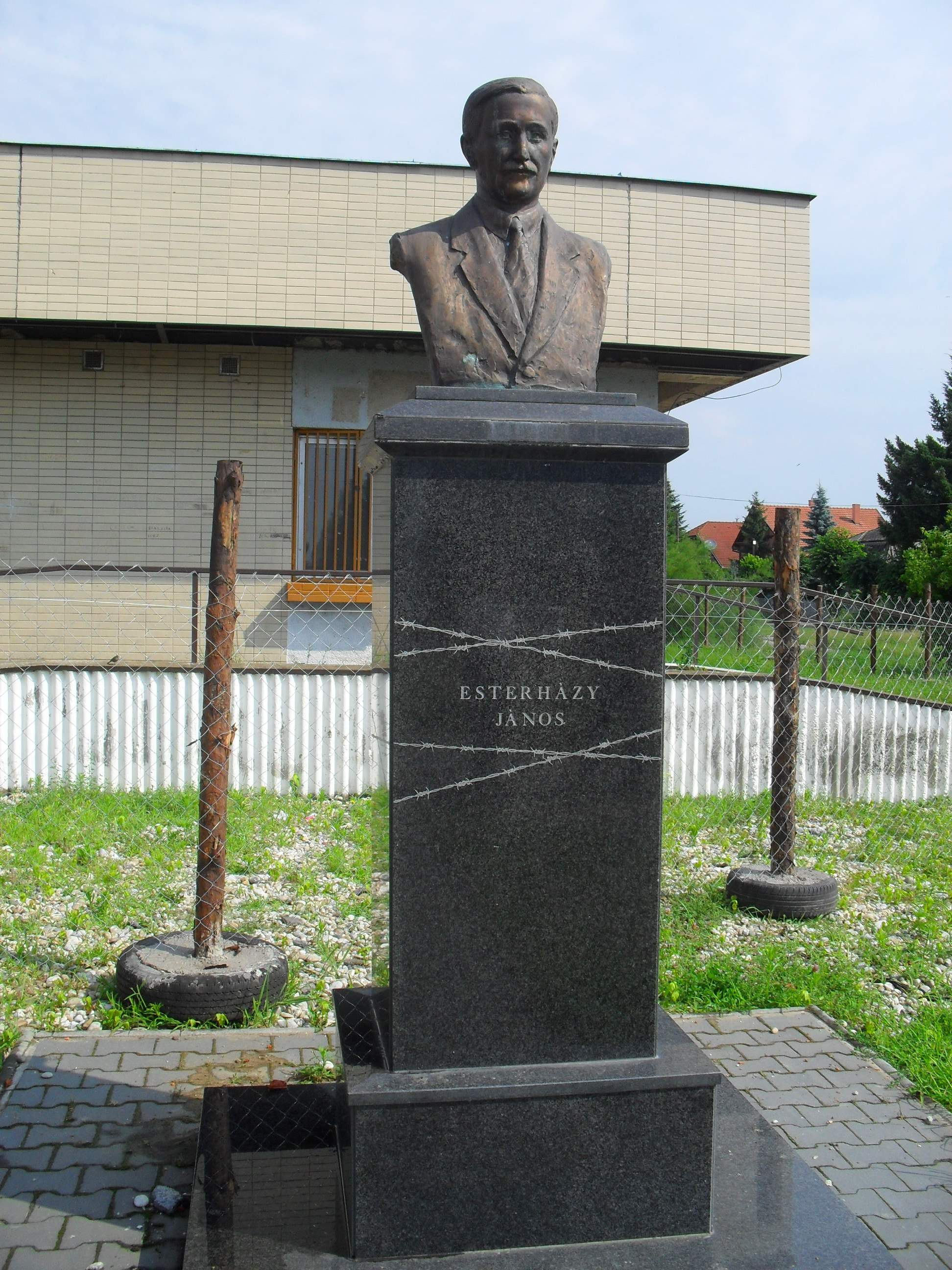
Királyhelmec
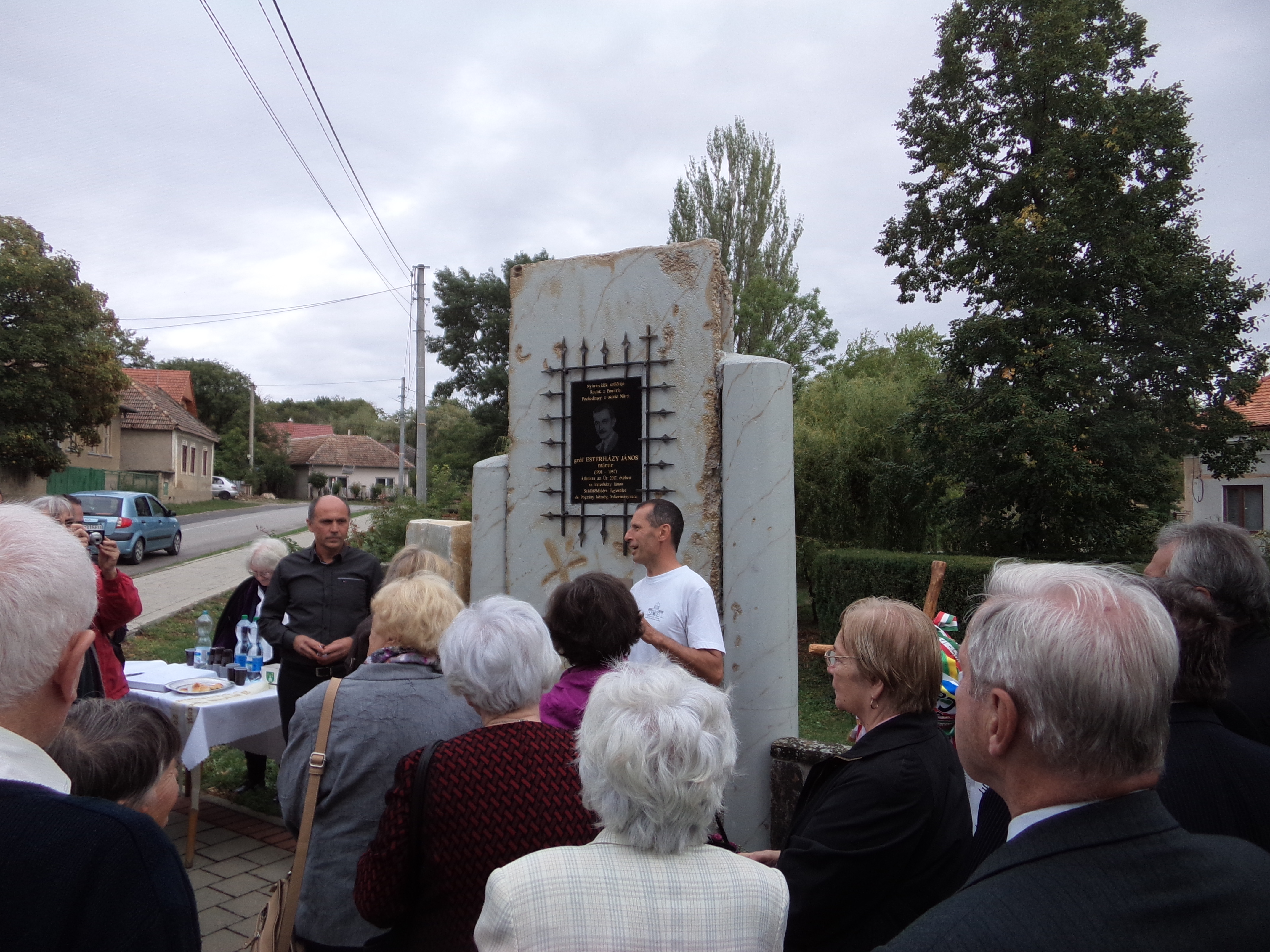
Pográny
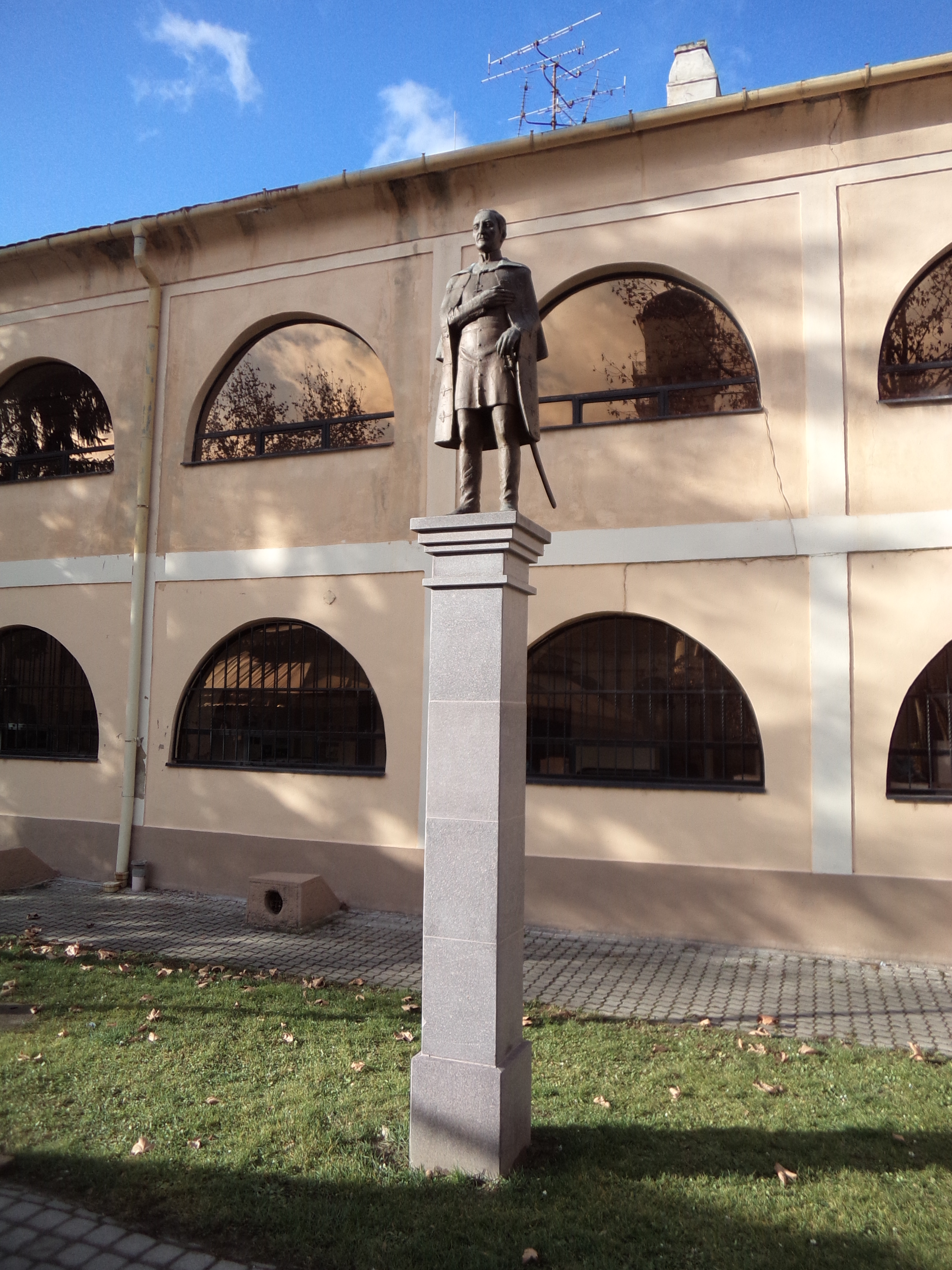
Európa-udvar, Komárom
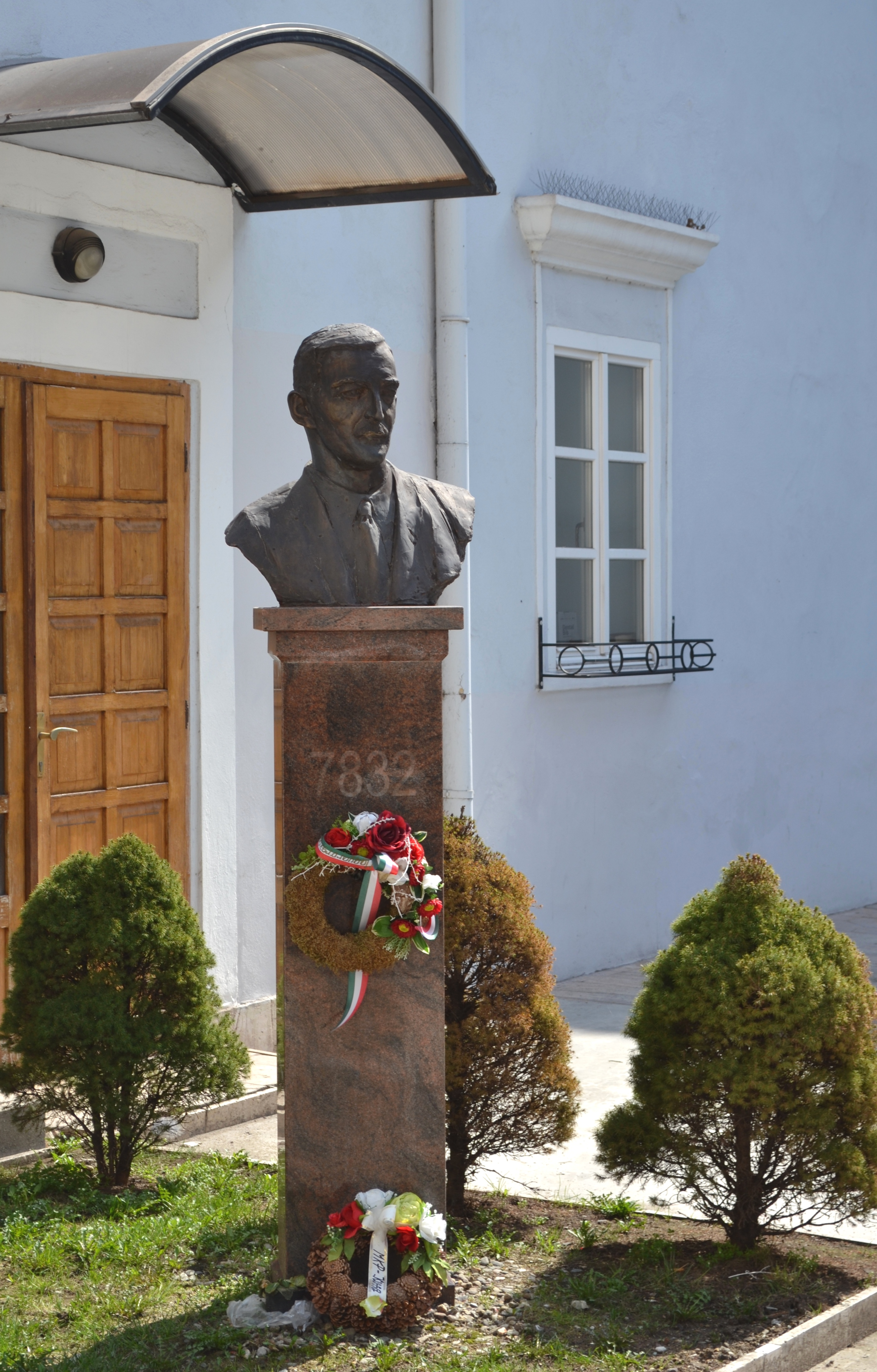
Kassa
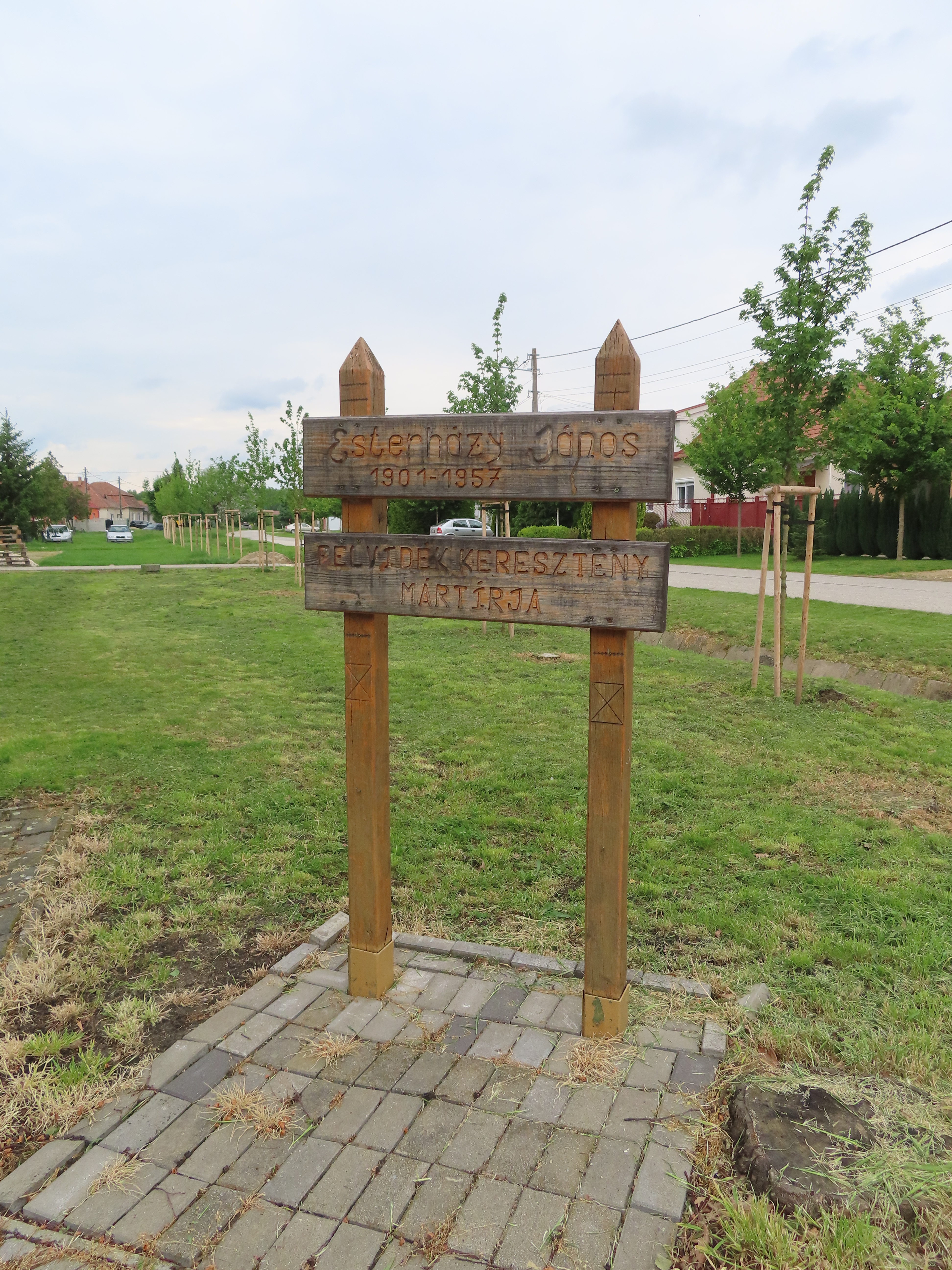
Szímő

- A kommunizmus áldozatainak prága-motoli emlékműve[16]
- Emléktábla, Budapest, Belváros, 1991
- Budapesten 2010 óta a budai alsó rakpart neve a Mozaik utca és az Árpád híd között Gróf Esterházy János rakpart.[17]
- Búcs, 2005
- Királyhelmec, 2007
- Gúta, kopjafa, 2008[18]
- Ipolynyék, 2009. október 11.
- Kassa, 2011. március 14.
- Varsó, 2011
- Dunaszerdahely, 2011. október 6. (dombormű)[19]
- Komárom emléktábla (2011)[20] és szobor
- Komárom, Marianum Egyházi Iskolaközpont emléktábla[21] és emlékfa
- Nyitraújlak, 2011
- Alsóbodok keresztút, 2012[22]
- Nyarádkelecsény, 2012
- Nyíregyháza emléktábla 2012[23]
- Léva, 2014. június 4. (emléktábla)[24]
- Pered, 2014. szeptember 6.[25]
- Somorja emléktábla a katolikus templomban[26]
- Érsekújvár, 2016. november 25. szobor[27]
- Rimaszombat, 2017. február 4. (emléktábla)[28]
- Tatabánya
- Pográny, 2017. március 19.[29]
- Martosi mellszobra, 2017. szeptember 15. Szilágyi Tibor alkotása
- Alsóbodok, 2017. szeptember 16. a Szent Kereszt Felmagasztalása Kápolna felszentelése és Esterházy újratemetése
- Szőgyéni Nagyboldogasszony-templom, 2017. szeptember 17.[30]
- Párkányban, 2018. október 7-én avatták fel emlékkövét, Győrfi Ádám alkotását[31]
- Szenc, 2019. június 12. emléktábla[32]
- Udvard, 2021. március 14.[33]
- Inám, emléktábla 2021[34]
- Muzsla, 2021. október 24.
- Ipolybalog, 2022. augusztus 6.[35]
- Szímő
- Jaksics Ferenc illusztrációja
- Simek Viktor rajza
- Lakitelek, Népfőiskola